# Ciudad deportiva del Real Zaragoza
La Ciudad Deportiva del Real Zaragoza es un complejo deportivo propiedad del Real Zaragoza. Está ubicada en el municipio zaragozano de Cuarte de Huerva. Fue inaugurado oficialmente el 19 de octubre de 1974, siendo presidente del club José Ángel Zalba. 
En estas instalaciones se llevan a cabo los entrenamientos del primer equipo y de Deportivo Aragón, así como los partidos como local de estos y de todas las categorías inferiores de la estructura. Dispone de seis campos en los que jugar y entrenar, tres de hierba natural y tres de hierba artificial. También cuenta con una zona exclusiva para los socios con un Bar-Restaurante, tres piscinas, dos campos de fútbol y uno de baloncesto.[cita requerida]
El actual coordinador de la Ciudad Deportiva es Pedro Suñén.

## Ubicación
Este estadio se encuentra situado en la Carretera de Valencia, km. 8 de Zaragoza 
- Código Postal: 50012
- Teléfono: 976 505 027
- Fax: 976 505 492

## Anexos
| Estadísticas                                                  | Información                                                                                                | Clubes relacionados | Infraestructura                                                                    |
| ------------------------------------------------------------- | --- | --- | ---------------------------------------------------------------------------------- |
| - Jugadores del Real Zaragoza - Trayectoria del Real Zaragoza | - Entrenadores del Real Zaragoza - Presidentes del Real Zaragoza - Historia del uniforme del Real Zaragoza | - Deportivo Aragón - Iberia Sport Club - Zaragoza Club Deportivo - Real Sociedad Atlética Stadium - Zaragoza Foot-Ball Club (1921) - Club Deportivo Fuenclara | - Estadio de La Romareda - Estadio de Torrero - Ciudad Deportiva del Real Zaragoza |